# リンダ・オブスト
リンダ・ローゼン・オブスト（Lynda Rosen Obst、1950年4月14日 - 2024年10月22日）は、アメリカ合衆国の映画プロデューサー、作家である。

## 生い立ちと学歴
ニューヨーク州ニューヨークで生まれる。
カリフォルニア州クレアモントのポモナ・カレッジを卒業後、コロンビア大学大学院で哲学を学んだ。

## キャリア
『ニューヨーク・タイムズ』で編集者として働いた後、当時の夫であるデヴィッド・オブストとロサンゼルスに移る。彼女はゲフェン・フィルム・カンパニーで企画担当として働き始め、最初の主要プロジェクトとして『フラッシュダンス』に関わった。
1986年にデブラ・ヒルがパートナーとなり、2人は『ベビーシッター・アドベンチャー』、『ハートブレイクホテル』、『フィッシャー・キング』などをプロデュースした。
『フィッシャー・キング』（1991年）の後はヒルのパートナーを止め、『めぐり逢えたら』、『素晴らしき日』、『恋する遺伝子』、『コンタクト』、『マーシャル・ロー』をプロデュースした。
1996年には現代スタジオシステムでの経験を綴った回想録『Hello, He Lied』が発売された。
2014年にはクリストファー・ノーラン監督による『インターステラー』が公開される。
2024年10月22日、ロサンゼルスの自宅で死去。74歳没。

## フィルモグラフィ

### 映画
- フラッシュダンス Flashdance（1983）アソシエイトプロデューサー
- ベビーシッター・アドベンチャー Adventures in Babysitting（1987）製作
- ハートブレイクホテル Heartbreak Hotel（1988）製作
- フィッシャー・キング The Fisher King（1991）製作
- めぐり逢えたら Sleepless in Seattle（1993）製作総指揮
- バッド・ガールズ Bad Girls（1994）製作総指揮
- 素晴らしき日 One Fine Day（1996）製作
- コンタクト Contact（1997）製作総指揮
- マーシャル・ロー The Siege（1998）製作
- 微笑みをもう一度 Hope Floats（1998）製作
- The '60s（1999）テレビ映画、製作総指揮
- 恋する遺伝子 Someone Like You（2001）製作
- ケイティ Abandon（2002）製作
- 10日間で男を上手にフル方法 How To Lose A Guy In 10 Days（2003）製作
- ウソから始まる恋と仕事の成功術 The Invention of Lying（2009）製作
- インターステラー Interstellar（2014）製作

### テレビシリーズ
- Hot in Cleveland（2010–継続中）製作総指揮
- The Soul Man（2012–継続中）製作総指揮
- HELIX -黒い遺伝子-（2014–継続中）製作総指揮

## ビブリオグラフィ
- The Sixties (Random House: New York, NY, 1978. ISBN  978-0394732398)
- Dirty Dreams: A Novel (New Amer Library Trade: New York, NY, 1990. ISBN 0-453-00731-7)
- Hello, He Lied (Little, Brown & Company: New York, NY, 1996. ISBN 0-316-62211-7)
- Sleepless in Hollywood: Tales from the New Abnormal in the Movie Business (Simon & Schuster: New York, NY, 2013. ISBN 978-1476727745)